# Uromastyx nigriventris
Uromastyx nigriventris là một loài thằn lằn trong họ Agamidae. Loài này được Rothschild & Hartert mô tả khoa học đầu tiên năm 1912.